# Venere nella fantascienza
Il pianeta Venere compare nelle opere di fantasia a partire dal XIX secolo ed è teatro di numerosissime storie di fantascienza. La sua vicinanza alla Terra e la sua superficie perennemente coperta di spesse nubi hanno fatto sì che gli scrittori, in particolare dagli anni venti, lo immaginassero spesso come un mondo umido ma abitabile dagli esseri umani, finché negli anni sessanta l'esplorazione per mezzo di sonde non ha rivelato che in realtà è arido, caldissimo ed inospitale. Di conseguenza la maggior parte delle opere scritte fino ai due terzi del Novecento lo presentano piovoso e dotato di un clima tropicale, quando non addirittura completamente oceanico.
Secondo l'ipotesi nebulare di Laplace sulla formazione del Sistema solare i pianeti più esterni furono i primi a formarsi: anche per questo motivo nella fantascienza Venere fu spesso presentato come un pianeta più giovane della Terra, con una fauna ed una flora simili a quelle del Mesozoico terrestre.
Nel 1915 il chimico e fisico Svante Arrhenius, decidendo che la copertura nuvolosa di Venere era necessariamente acqua, decretò in Stjärnornas öden ("Destini delle stelle") che "Una parte molto grande della superficie di Venere è senza dubbio coperta da paludi" e paragonò l'umidità di Venere alle foreste tropicali del Congo. Il pianeta divenne così, fino ai primi anni sessanta, un luogo in cui gli scrittori di fantascienza potevano ambientare ogni tipo di forme di vita inusuali, dai simil-dinosauri a piante carnivore intelligenti, con frequenti analogie alla Terra del periodo Carbonifero.
Per quanto tali descrizioni fossero state guardate con scetticismo dagli scienziati anche in precedenza, nel 1922 Charles E. St. John e Seth B. Nicholson, non essendo riusciti a determinare gli indizi spettroscopici di ossigeno o acqua nell'atmosfera, proposero un pianeta Venere desertico, polveroso e spazzato dal vento. Le più ottimistiche nozioni su Venere tuttavia non furono definitivamente confutate fino a quando le prime sonde spaziali non furono inviate sul pianeta. I dati del sorvolo del Mariner 2 (dicembre 1962) e della radioastronomia dello stesso periodo indicavano un Venere caldo e secco, ma fino al 1964 gli scienziati sovietici stavano ancora progettando sonde venusiane con la possibilità di ammarare su una superficie di acqua allo stato liquido.
Prima che le sonde Venera 4 e Mariner 5 non avessero raggiunto Venere (18-19 ottobre 1967) non fu possibile confermare al di là di ogni dubbio che la situazione di Venere era quella di un deserto arido ed estremamente caldo, un mondo del tutto inospitale: le nuvole sono di acido solforico, l'atmosfera è composta prevalentemente di biossido di carbonio (la pressione atmosferica è 92 volte quella della Terra) e la temperatura alla superficie potrebbe fondere il piombo. Le storie che descrivevano un mondo umido e tropicale a quel punto svanirono, con l'eccezione di quelle intenzionalmente nostalgiche e "retrofuturistiche", un passaggio che Brian Aldiss e Harry Harrison marcarono con la loro antologia del 1968 Farewell Fantastic Venus!. Le storie ambientate su Venere si possono dunque dividere tra quelle che riflettono la prima, antica visione del pianeta e quelle scientificamente più accurate, scritte a partire dalla metà degli anni sessanta.
A mano a mano che la conoscenza scientifica del pianeta avanzava, gli autori di fantascienza hanno cercato di tenere il passo, in particolare facendo congetture su tentativi umani di terraformare Venere. Arthur C. Clarke nel romanzo 3001: Odissea finale (1997), ad esempio, postula un'operazione di abbassamento della temperatura del pianeta deviando frammenti di comete da far precipitare sulla sua superficie. Un Venere terraformato è usato come ambientazione in un gran numero di differenti opere di fantasia.

## Letteratura

### "Vecchio" Venere

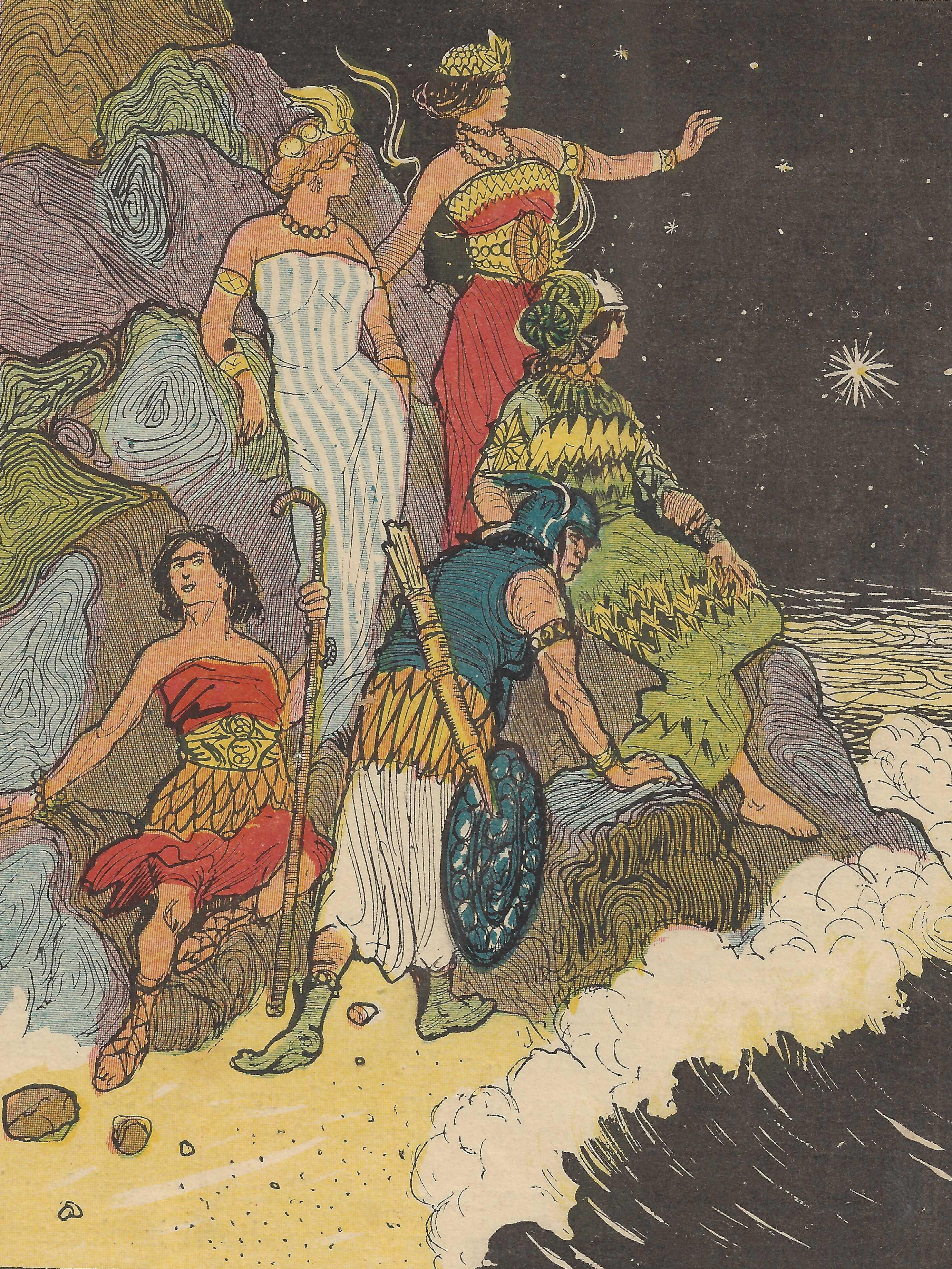
Gli abitanti di Venere salutano l'apparire della Terra sul loro orizzonte, illustrazione di Yambo per il suo romanzo del 1906 Gli esploratori dell'infinito. Qui i venusiani sono rappresentati come umani ideali, richiamando la Grecia classica, come varie altre delle prime narrazioni sul tema.

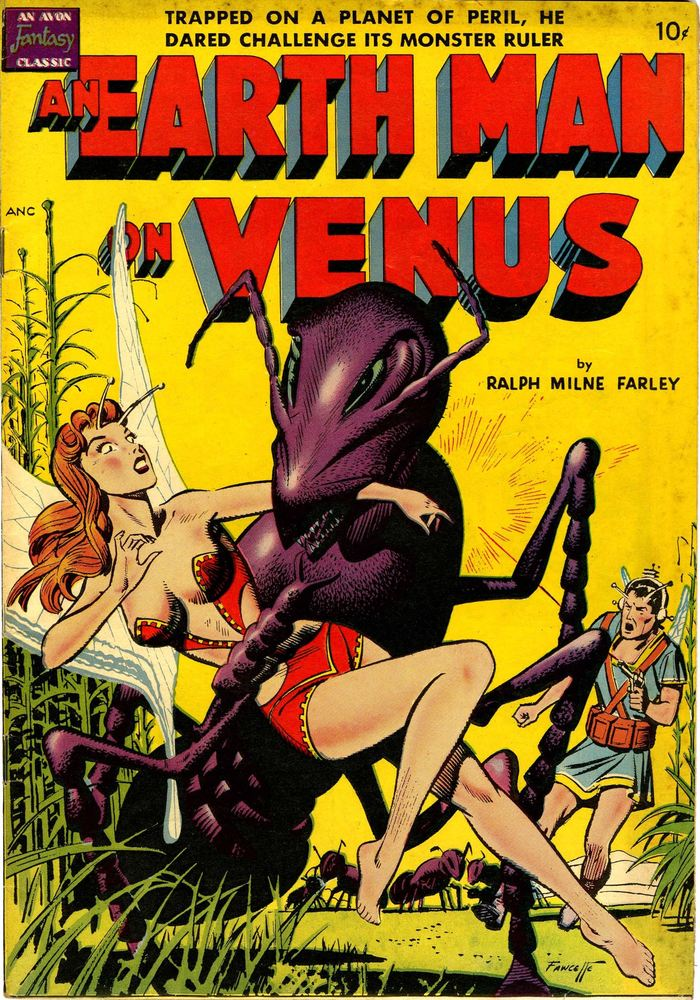
Copertina di An Earth Man on Venus di Ralph Milne Farley (Avon, NY, 1950), romanzo pubblicato originariamente a puntate come The Radio Man (1924) sulla rivista Argosy.

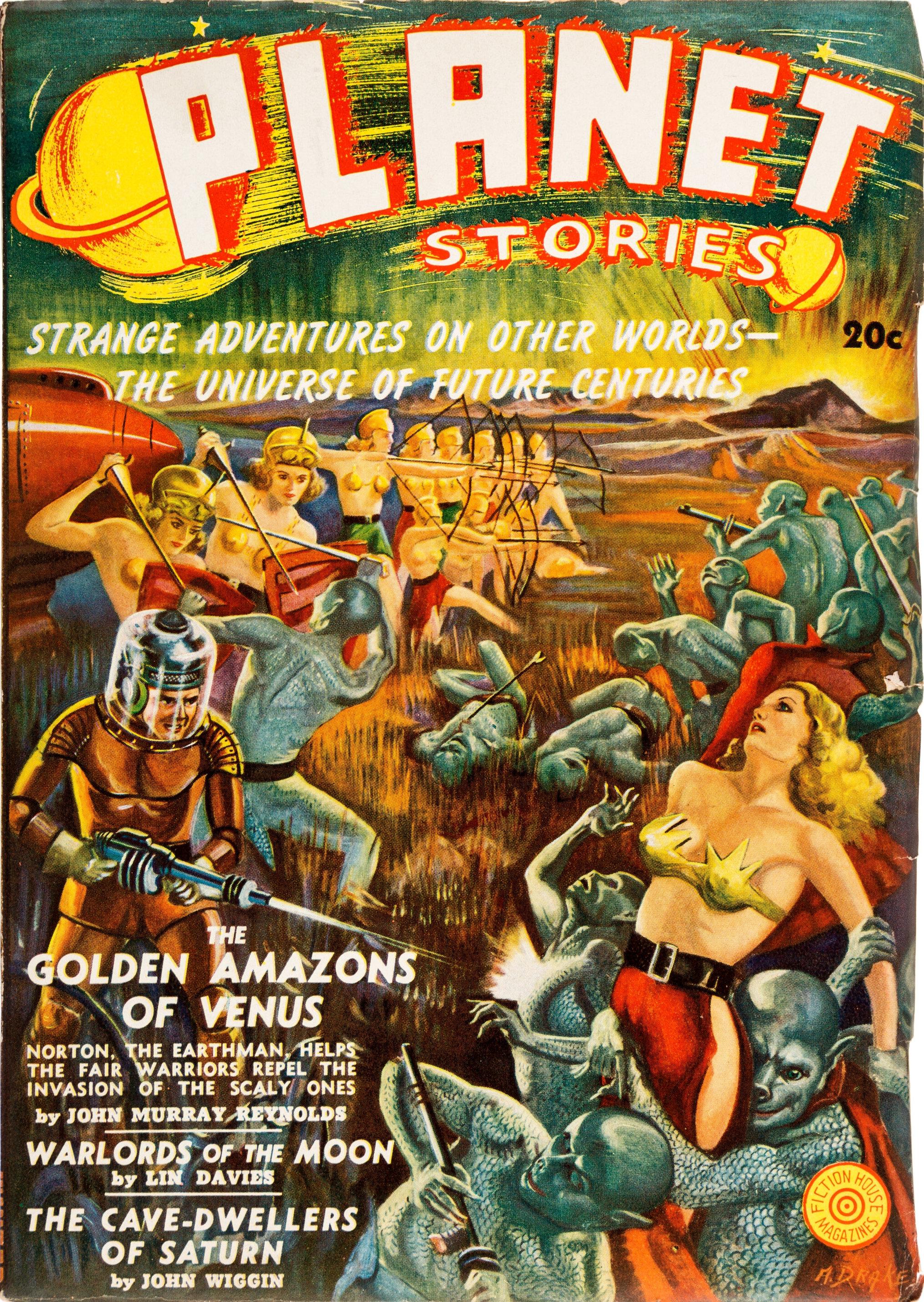
Copertina della rivista Planet Stories (vol.1, n.1, inverno 1939), un pulp magazine specializzato in storie avventurose ambientate su altri mondi, che illustra il racconto The Golden Amazons of Venus.

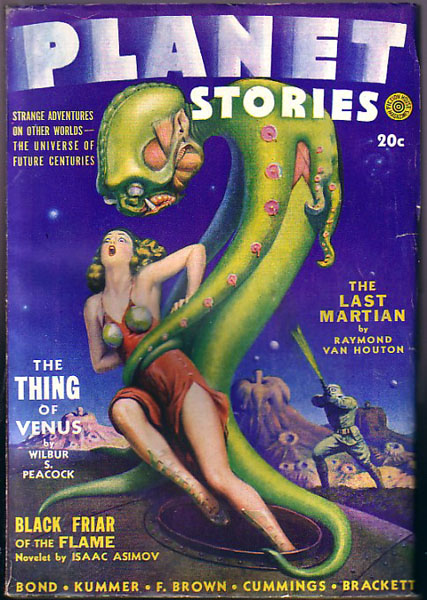
Copertina della rivista Planet Stories (primavera 1942), con il racconto The Thing of Venus di Wilbur S. Peacock. Illustrazione di Alexander Leydenfrost.

- L'anonimo The Great Romance[7] (1881) è forse il primo racconto fantascientifico di un viaggio su Venere;[8] è anche il primo a descrivere una razza aliena in modo non didattico e a trattare il tema delle relazioni sessuali con alieni.
- Journey to Venus (1895) di Gustavus W. Pope presenta un volo, da parte di terrestri e marziani, su un Venere popolato di ogni sorta di esseri mostruosi presi a prestito dalla preistoria e dal mito.
- In A Trip to Venus (1897) di John Munro, il narratore, un ingegnere, un astronomo e sua figlia viaggiano con una macchina volante appena inventata fin su Venere e Mercurio. Su Venere trovano una civiltà utopica e il narratore si innamora.
- To Venus in Five Seconds (1897) di Fred T. Jane è una satira e parodia della narrativa popolare della sua epoca; presenta dei nativi venusiani che mescolano le caratteristiche di elefanti e tafani.
- A Honeymoon in Space (1900) di George C. Griffith[9] (in particolare nel cap. XII) descrive il pianeta.
- Nel romanzo avventuroso Gli esploratori dell'infinito del 1906 scritto e illustrato dall'autore italiano Yambo, i protagonisti nel loro peregrinare per il sistema solare incontrano anche gli abitanti di Venere, che a differenza degli altri pianeti hanno un aspetto umano, con un'estetica idealizzata che ricorda la Grecia classica.
- In Planet of Peril di Otis Adelbert Kline (scritto nel 1922, pubblicato nel 1929), l'eroe Robert Grandon è trasportato telepaticamente nella mente di un Venusiano. Si tratta di una delle prime storie di fantascienza a mandare un particolare personaggio su Venere. Ebbe due seguiti ambientati su Venere (The Prince of Peril, 1930 e The Port of Peril, 1932). Si trattava di imitazioni innovative del ciclo di Marte di Edgar Rice Burroughs.
- The Radio Man, romanzo di Ralph Milne Farley originariamente pubblicato a puntate nel 1924 sulla rivista Argosy (ristampato in paperback come An Earth Man on Venus, 1950; v. illustrazione a lato). Un ingegnere elettrico nel corso di un esperimento viene trasportato dal suo laboratorio di Boston sul pianeta Venere, dove viene catturato dai Formiani, creature simili alle formiche. Dopo avere scoperto l'esistenza dei Cupiani, umani sottomessi ai Formiani, ed essersi innamorato della principessa Lilla, guida la rivolta dei Cupiani introducendoli all'uso della polvere da sparo.
- Nel romanzo Infinito (Last and First Men, 1930) di Olaf Stapledon, l'umanità si trasferisce su Venere per salvarsi dalla caduta della Luna sulla Terra. Per colonizzare il pianeta, quasi del tutto oceanico, ne sterminano la specie dominante acquatica ed arricchiscono l'atmosfera di ossigeno ricavato dall'acqua. I loro discendenti molti millenni dopo vivono in un idillio oceanico nel pianeta ed evolvono il potere del volo.
- Nel racconto Il passaggio della stella nera (The Black Star Passes, 1930, ripubblicato nel 1953) di John W. Campbell, Venere è la sede di un'avanzata civiltà che crea enormi aeronavi, tra le varie cose.
- Nel ciclo di Venere di Edgar Rice Burroughs (1932-1946), che inizia con I pirati di Venere (Pirates of Venus, 1932, rip. 1934)[10], il pianeta, chiamato Amtor dai nativi, è un mondo tropicale schermato da una eterna coltre di nubi. È abitato da numerose razze umanoidi spesso ostili e il livello di civilizzazione raggiunto è diverso tra i vari popoli, alcuni dei quali sono più avanzati dei terrestri, anche se nessuno su Venere conosce l'astronomia dato che il cielo è sempre coperto da nuvole. La parte di pianeta descritta, che è in larga parte confinata alla zona temperata dell'emisfero meridionale, è principalmente oceanica, ma comprende due continenti forestati e un gran numero di grandi isole. Il protagonista della serie è Carson Napier, che si impegna nel salvataggio di principesse tra intricate lotte politiche.[11]
- Nella serie di Northwest Smith (1933-1939), scritta da C. L. Moore, il compagno del protagonista, Yarol, è venusiano. Il racconto Sete nera (Black Thirst, 1934), sebbene Yarol non vi compaia, è ambientato proprio su Venere, dove un "vivaio" che alleva ed educa donne bellissime nasconde in realtà un essere mostruoso.
- Ne Il pianeta dei parassiti (Parasite Planet) e I mangiatori di loto (The Lotus Eaters) del 1935 di Stanley G. Weinbaum Venere è in orbita sincrona col Sole, con un lato illuminato spoglio, una zona del crepuscolo tropicale abitata da forme di vita parassite e un lato oscuro congelato.[12]
- Nel labirinto di Eryx (In the Walls of Eryx, 1939), di H. P. Lovecraft e Kenneth Sterling, è ambientato in un pianeta Venere coperto di giungle pluviali e abitato da uomini lucertola.
- Nei racconti di Leigh Brackett (1940–1949), compresi Lorelei delle nebbie di porpora (Lorelei of the Red Mist, con Ray Bradbury), Il fuoco della luna (The Moon That Vanished) e La città degli dei (Enchantress of Venus)[13], Venere è un mondo caldo, umido e nuvoloso; la maggior parte della sua superficie è occupata dall'oceano o da zone umide, ed è piena di forme di vita esotiche e specie aliene.
- Nella serie della Storia futura (Future History) di Robert A. Heinlein, Venere è rappresentato come un mondo interamente ricoperto di calde, vaporose paludi, usate per spiegare la costante ed irriducibile copertura nuvolosa. Gli umani possono vivere sul pianeta ma lo trovano assai poco confortevole; i pochi che vi si stabiliscono lo fanno per coltivare e mietere i raccolti locali destinati all'esportazione. I nativi venusiani sono un popolo primitivo e ormai pacifico, che tollera la presenza e la colonizzazione umana.
  - Logica dell'impero (Logic of Empire, 1941). Un terrestre è reso schiavo su Venere.
  - Cadetti dello spazio (Space Cadet, 1948) dipinge un confronto con gli ordinariamente pacifici venusiani che abitano un pianeta coperto di vapori e giungla.
  - Guerra nell'infinito (Between Planets, 1951). Tra la Terra e i coloni e nativi di Venere scoppia una guerra per l'indipendenza. Il protagonista sposa la fazione di Venere.
  - Una famiglia marziana (Podkayne of Mars, 1962). Un mezzo spaziale di linea in rotta da Marte verso la Terra effettua una fermata su Venere, ritratta come una tarda Las Vegas divenuta ultracapitalistica, controllata da una singola corporazione. Almeno la metà della storia è ambientata su Venere.
- Perelandra (1943) di C. S. Lewis, il secondo libro della Trilogia dello spazio, è ambientato sul pianeta Venere, descritto come una sorta di paradiso. Il personaggio principale, Elwin Ransom, agisce come emissario di Maleldil in una situazione da "Giardino dell'Eden".
- In Scontro nella notte (Clash by Night, 1943), classico della fantascienza bellica di Henry Kuttner, l'umanità del Quarto millennio, dopo la distruzione della Terra causata dall'energia atomica, si è ritirata su Venere entro città-stato sottomarine, che assoldano compagnie di ventura e le loro flotte da battaglia per combattere le proprie guerre sulle acque del pianeta, lontano dai civili; la terraferma è - tolte le fortezze dei mercenari - inabitabile, essendo coperta da una giungla fittissima e letale, dominata da fauna e flora venefiche, con enormi e feroci rettili; nel romanzo Furia (Fury, 1947), ambientato vari secoli dopo, le Compagnie sono scomparse e le Riserve sottomarine, ormai unite, sono dominate da una ristretta élite di ricchissimi Immortali; la civiltà umana è in piena stagnazione, destinata all'estinzione entro pochi secoli, quando il protagonista del romanzo promuove una "crociata" per colonizzare la superficie di Venere.
- Nel racconto Venere e i sette sessi (Venus and the Seven Sexes, 1947) di William Tenn, i venusiani sono per l'appunto creature a sette sessi. Minacciati dagli animali feroci del pianeta sperano che gli umani insegnino loro come diventare la specie dominante, ma il solo terrestre con cui vengono a contatto è un produttore cinematografico di Hollywood che, fingendo di "civilizzarli", ricava un film dalla loro storia.
- Nei romanzi Non-A (The World of Null-A, 1948) e Gli schiavi del Non-A (The Players of Null-A, 1956) di A. E. van Vogt, Venere in un remoto futuro è terraformata in un mondo paradisiaco in cui l'immigrazione dalla Terra è strettamente controllata. Gli alberi sono tutti giganteschi, con foglie enormi per respingere le piogge torrenziali.
- Ne Il millennio dell'antimateria (Seetee Ship, 1942, e Seetee Shock, 1950, due volumi) di Jack Williamson, Venere è colonizzata dalla Cina, in cooperazione con alcuni colonialisti dal Giappone e da altri paesi dell'Asia orientale, che trovano il clima del pianeta congeniale per la coltivazione del riso. I cinesi trasferiscono la sede del loro governo su Venere dopo che gli Stati Uniti costruiscono una base nucleare sulla Luna, che permette agli americani di controllare l'intera Terra. Il pianeta Venere colonizzato dagli asiatici è una delle principali potenze che si contendono il controllo delle risorse minerarie della fascia degli asteroidi.
- In Death-by-Rain (1950) di Ray Bradbury, un racconto in seguito pubblicato come La lunga pioggia (The Long Rain) nella raccolta di racconti del 1951 L'uomo illustrato, quattro astronauti vanno alla ricerca di un rifugio artificiale, chiamato "cupola solare", sulla superficie di Venere, dato che non smette mai di piovere. In un adattamento cinematografico il pianeta non è identificato come Venere.
- Ne I mercanti dello spazio (The Space Merchants, 1952) di Frederik Pohl e Cyril M. Kornbluth, Venere è ritratta come un mondo inospitale in corso di terraformazione. Una campagna pubblicitaria cercherà di convincere dei coloni a trasferirsi su di essa.
- Nel racconto di Ray Bradbury Tutta l'estate in un giorno (All Summer in a Day, 1954), pubblicato nella raccolta La fine del principio (A Medicine for Melancholy, 1959), su una colonia di Venere piove costantemente ed il sole appare solo per un'ora ogni sette anni.
- Lucky Starr e gli oceani di Venere (Lucky Starr and the Oceans of Venus, 1954) è un romanzo per ragazzi di Isaac Asimov. In esso Venere è completamente ricoperto da un oceano e le colonie umane sono in cupole sottomarine. Il pianeta è abitato da esseri telepatici somiglianti alle rane.
- I racconti The Big Rain (1954) e Sister Planet (1959) di Poul Anderson.
- Nelle storie dell'Universo di mezzogiorno (Noon Universe) di Arkadij e Boris Strugackij, Venere è dipinta come un pianeta estremamente aspro coperto da una strana flora e fauna ma anche molto ricco di minerali e metalli pesanti. Strana Bagrovykh Tuch (1959)[14] descrive la prima missione umana riuscita su Venere, sebbene non molto più tardi venga iniziata una colonizzazione su vasta scala del pianeta (nel 2119, secondo il romanzo Polden'. Dvadcat' vtoroy vek).
- Nel racconto Shèol (1960) di Lino Aldani, Venere ha abitanti umani dall'antichissima origine terrestre, organizzati in una società utopica che viene sconvolta dalla presa di potere di un dittatore.
- Nel breve racconto The Cursed Expedition, Stephen King descrive un pianeta Venere vivente che si ciba di astronavi.
- In alcune delle prime storie di Perry Rhodan (1961–1962) di Walter Ernsting, Venere è un mondo di giungla abitato da dinosauri ed altre creature mostruose; vi è inoltre localizzata una imponente ed antica fortezza aliena.
- Le porte del suo viso, i fuochi della sua bocca (The Doors of His Face, the Lamps of His Mouth, 1965) di Roger Zelazny evoca un Venere oceanico completo di mostruose creature pisciformi, malgrado le allora recenti prove che contraddicevano tale immagine del pianeta.
- L'antologia di racconti Farewell, Fantastic Venus! (1968), curata da Brian Aldiss e Harry Harrison, rispondeva alle recenti scoperte ristampando storie di un'epoca in cui gli uomini credevano ancora che Venere potesse ospitare forme di vita.
- Sky People (2006) di S. M. Stirling restaura il tradizionale Venere oceanico e mesozoico, postulando un universo alternativo in cui 200 milioni di anni fa una sconosciuta intelligenza aliena ha terraformato il pianeta, fornendogli un giorno solare più breve; Venere era stata quindi popolata con ondate successive di specie terrestri che andavano dai dinosauri ai Neanderthal e numerose differenti popolazioni umane. La scoperta di condizioni simili a quelle terrestri prevalenti su Venere porta ad un'accelerazione della corsa allo spazio e a insediamenti terrestri per la seconda metà del XX secolo.[15]

### "Nuovo" Venere

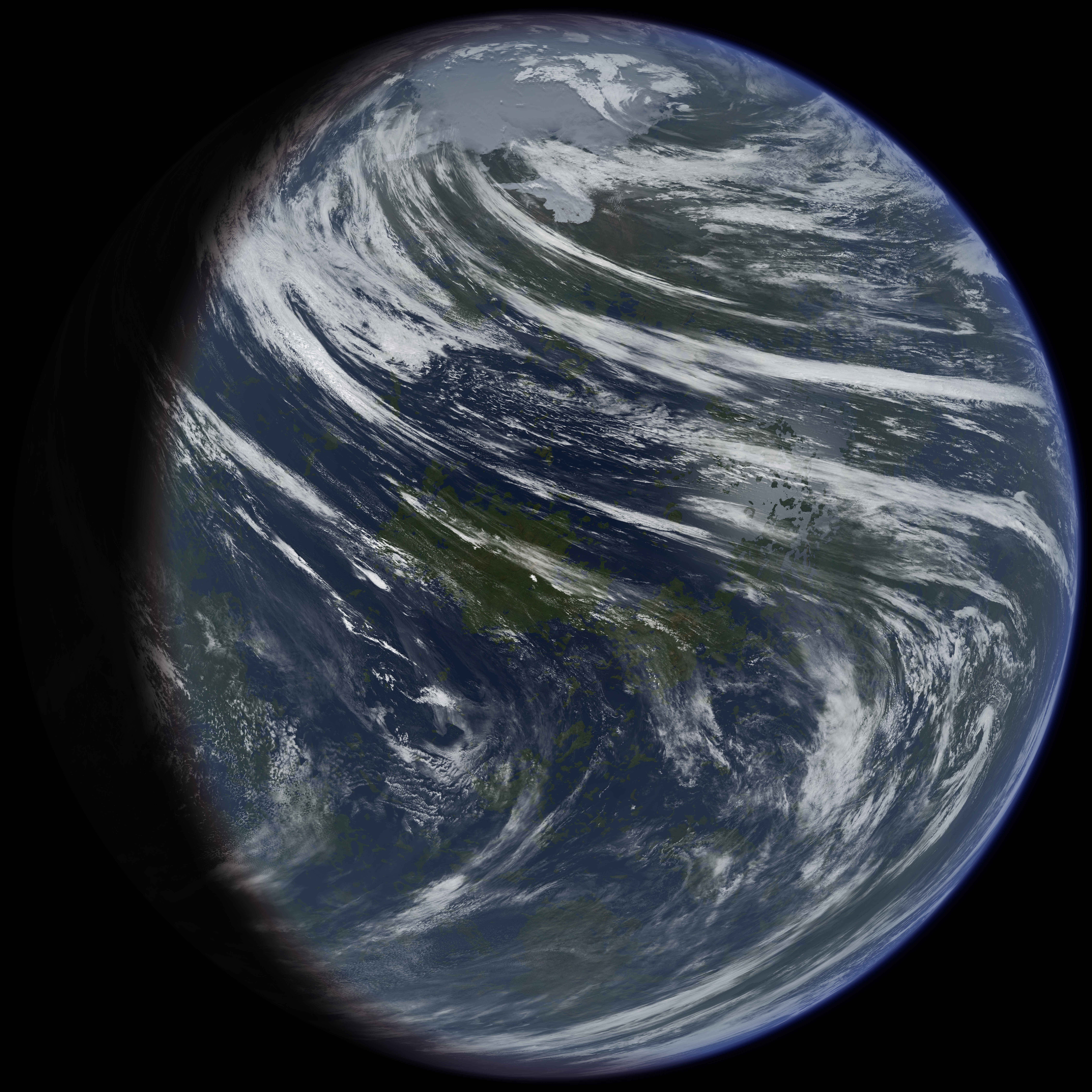
Rappresentazione artistica di Venere a seguito di un processo di terraformazione

- La grande pioggia (The Big Rain, 1954) di Poul Anderson è un racconto che rovescia, in anticipo di un decennio, gli stereotipi sul clima venusiano: il secondo pianeta del nostro sistema solare è caldissimo, arido ed ha un'atmosfera velenosa. I coloni sono sempre impegnati nel terraformazione, sotto gli ordini di un governo dispotico che controlla anche il carattere dei cittadini attraverso psicofarmaci.
- Nel racconto L'inferno (Becalmed in Hell, 1965) di Larry Niven, un'astronave in esplorazione dell'atmosfera di Venere atterra per riparare un guasto. È una delle prime storie a riflettere le nuove conoscenze acquisite sull'alta temperatura della superficie di Venere.
- Nell'universo dei Weltraumpartisanen ("partigiani dello spazio"), una serie di romanzi di space opera pubblicati dal 1970 al 1987 dal tedesco Nikolai von Michalewski con lo pseudonimo di Mark Brandis, l'umanità del tardo XXI secolo ha provveduto alla terraformazione di Venere per ospitarvi una colonia di città, ognuna coperta da una massiccia cupola trasparente che contiene atmosfera respirabile e protegge dal calore. La colonia possedeva un penitenziario stile gulag e le cupole sono state costruite dai detenuti.
- Nel racconto I mercanti di Venere (The Merchants of Venus, 1972) di Frederik Pohl, l'autore fa un meticoloso sforzo per rendere plausibile la colonizzazione umana del pianeta, nelle condizioni rivelate dalle sonde. In questa storia Venere è già stata abitata in un lontano passato da misteriosi alieni, chiamati Heechee, che lasciano svariati manufatti, tra cui gallerie e camere sotterranee adattabili all'uso umano, che riducono considerevolmente i costi della colonizzazione e procurano un forte incentivo economico, grazie al prezzo elevato sul mercato degli artefatti heecheee. Tutto ciò conduce al rapido sviluppo di una cultura di cercatori e avventurieri, che ricorda in qualche modo la corsa all'oro della California e del Klondike. Questo scenario diventa la base per il ciclo degli Heechee di Pohl, dove la ricerca dei manufatti e degli stessi Heechee diventa sempre più profonda nello spazio, mentre Venere, colonizzata, diventa uno stato indipendente e una grande potenza. Nel primo romanzo della serie, La porta dell'infinito (1977), un esploratore scopre nelle gallerie sotterranee di Venere un'astronave heechee. Il suo armeggiare a caso sui comandi attiverà un meccanismo automatico che lo riporterà suo malgrado allo spazioporto Gateway, innescando un'insolita corsa all'esplorazione spaziale.
- Il racconto Nel catino (In the Bowl, 1975) di John Varley, descrive l'utilizzo di una tecnologia molto avanzata per consentire agli esseri umani di vivere su Venere.
- Nel racconto Ora zero (The Venus Hunters), incluso nell'omonima antologia (1980) di James G. Ballard, una nave spaziale proveniente da Venere giunge sulla Terra per imporre un drammatico ultimatum: i terrestri devono interrompere il loro programma spaziale, o subiranno terribili conseguenze.
- Nella trilogia di romanzi dedicati a Venere di Pamela Sargent, Venus of Dreams (1986), Venus of Shadows (1988), and Children of Venus (2001), l'ambientazione è costituita da un pianeta terraformato.
- Nel romanzo Man of Two Worlds pubblicato nel 1986 da Frank Herbert con il figlio Brian, parte della storia ha luogo su Venere, con una guerra tra i francesi (e la loro Legione straniera) e i cinesi. La fanteria di entrambi gli schieramenti indossa tute armate composte di inceram, un materiale incredibilmente resistente al calore, come protezione dall'infernale temperatura della superficie del pianeta. Qualsiasi danno all'armatura di un soldato che permetta all'atmosfera venusiana di penetrare provoca letteralmente l'ebollizione in vapore del corpo.
- Il secondo romanzo della serie di Venus Prime di Paul Preuss, intitolato Maëlström (1988), è ambientato su Venere.
- Nel romanzo 3001: Odissea finale (3001: The Final Odyssey, 1997) di Arthur C. Clarke l'umanità sta terraformando Venere ed il protagonista assiste alla caduta di una cometa che serve a rifornire d'acqua il pianeta.
- Il romanzo Venus (2000), parte della serie del Grand Tour di Ben Bova, offre una rappresentazione scientificamente accurata del pianeta. Due spedizioni con equipaggio, in competizione tra loro, vengono inviate al recupero del corpo di un astronauta perito in una precedente missione, fallita per ragioni sconosciute.
- La città nelle nuvole (The Sultan of the Clouds, 2010) di Geoffrey A. Landis: visto che l'elevata pressione rende impossibile la terraformazione a livello della superficie, l'atmosfera di Venere è stata colonizzata costruendo oltre diecimila habitat volanti a 50 km di altitudine, dove la pressione è simile a quella terrestre.
- 2312 (Kim Stanley Robinson, 2012): nell'anno 2312, in un sistema solare ormai quasi completamente colonizzato dall'umanità, la Cina sta terraformando Venere da più di due secoli. Un enorme schermo spaziale che fa ombra all'intero pianeta ha permesso di raffreddare l'atmosfera fino a far precipitare l'anidride carbonica sulla superficie sotto forma di ghiaccio secco, che viene poi ricoperto con roccia artificiale. Fazioni politiche in competizione si scontrano sul livello dei futuri oceani, che verranno formati dallo schianto di comete dirottate sul pianeta. Vincitore del Premio Nebula per il miglior romanzo nel 2013[16].

## Cinema e televisione
Ispirandosi alla dea Venere della mitologia classica, vari film e serie di fantascienza degli anni cinquanta e sessanta hanno presentato il pianeta come abitato da società matriarcali o ispirate alle amazzoni (sebbene queste non avessero nulla a che vedere con la dea Venere) e talvolta ostili ai maschi.
- Viaggio al pianeta Venere (Abbott and Costello Go to Mars), film comico del 1953, Gianni e Pinotto si ritrovano su Venere e la regina Allura (Mari Blanchard), li informa che da lungo tempo ormai sul pianeta vivono soltanto donne e gli uomini sono stati banditi.
- In A trenta milioni di chilometri dalla Terra (20 Million Miles to Earth, 1957) di Nathan Juran, un mostruoso lucertole proveniente da Venere terrorizza la città di Roma.
- La regina di Venere (Queen of Outer Space, 1958) di Edward Bernds tratta la resistenza contro la crudele regina di Venere Yllana (Laurie Mitchell), che ha bandito gli uomini dal pianeta.
- Sojux 111 Terrore su Venere (Der Schweigende Stern, 1960). In questo film di co-produzione Germania Est-Polonia, basato sul romanzo Il pianeta morto (Astronauci) di Stanisław Lem, viene scoperto che l'evento di Tunguska nel 1908 fu causato dallo schianto di un'astronave aliena da Venere, dove viene quindi inviato un equipaggio multinazionale. Scopriranno che i Venusiani si sono distrutti a vicenda (probabilmente con una guerra atomica) e che l'ambiente è ostile. Lo spettatore non vede mai l'aspetto dei Venusiani, ma in una breve scena sono mostrate sagome umanoidi come ombre proiettate su un muro.
- Operazione Vega (1962, di Vittorio Cottafavi, tratto dall'omonimo radiodramma di Friedrich Dürrenmatt). In questo film TV Venere è una colonia penale terrestre che sta per essere riconvertita in base missilistica da una delle 2 superpotenze che si dividono la Terra ed ora tentano la conquista dell'intero Sistema Solare.
- I sette navigatori dello spazio (Планета Бурь - Planeta Burg), conosciuto anche come Il pianeta delle tempeste, di Pavel Klushantsev (1962). Film sovietico che narra dello sbarco di un equipaggio di cosmonauti sulla superficie del pianeta, abitato da dinosauri e dai resti un'antica civiltà; le sue scene furono riutilizzate negli Stati Uniti per realizzare altri film: Voyage to the Prehistoric Planet (1965) e Voyage to the Planet of Prehistoric Women (1967).
- Due episodi di Space Patrol (1962), serie televisiva a pupazzi animati ("Time Stands Still", "The Human Fish")
- "Cold Hands, Warm Heart" (1964), episodio della serie televisiva The Outer Limits (The Outer Limits) con William Shatner nella parte di un astronauta che ritorna da un viaggio da Venere affetto da mutazioni inesplicabili.
- Nell'universo di Star Trek (1966–), Venere è l'ambientazione di numerose sedi di addestramento dell'Accademia della Flotta Stellare e di stazioni di terraformazione. Nessuno di questi siti viene comunque mostrato, al contrario di strutture collocate su Marte e Giove
- Ne La notte dei morti viventi (1968) di George A. Romero gli scienziati teorizzano una sonda spaziale ritornata da Venere che è esplosa rilasciando radiazioni cosmiche nell'atmosfera terrestre come la causa del fenomeno che resuscita le persone in zombie.
- Doomsday Machine, film per la regia di Lee Sholem, Harry Hope e Herbert J. Leder (1972), è la storia di una tentata spedizione su Venere per colonizzarla da parte di un piccolo equipaggio umano, unici superstiti dell'umanità distrutta.
- In Doctor Who, il Terzo Dottore sostiene di essere un esperto di aikidō venusiano e canta ninnananne veniusiane. Il romanzo Venusian Lullaby della serie Missing Adventures è un'elaborazione di questo e ritrae un Primo Dottore che visita un Venere morente tre bilioni di anni nel passato. Il Quarto Dottore esibisce una licenza di pilota per la corsa Marte-Venere.
- Nella miniserie Space Odyssey: Voyage to the Planets (2004) della BBC, Venere è la prima destinazione del vascello scientifico interplatenario Pegasus. Il cosmonauta Yvan Grigorev diviene il primo umano a mettere piede sul pianeta nel corso di un breve atterraggio con equipaggio, che ha la durata programmata di una sola ora a causa delle condizioni ambientali ostili.

### Animazione
- Venus Wars (1989), film d'animazione, è ambientato su una Venere terraformata.
- Nella serie televisiva Exosquad, una versione terraformata di Venere è stata uno dei tre pianeti natali (homeworlds). Prima della guerra tra Terrani e Neosapien, la popolazione umana di Venere era la seconda per numero nel sistema solare, il che rese il pianeta stesso una continua fonte di problemi per il regime dei Neosapien.
- Nell'anime Cowboy Bebop (1998) un episodio è ambientato su Venere, presentato come un mondo arido ma abitabile, presumibilmente terraformato da piante galleggianti nell'atmosfera. Buona parte della popolazione vive in città nel cielo. La società e l'architettura locali appaiono vagamente ispirate alla vera India e ad altre parti dell'Asia medio e sud-occidentale.

## Fumetti
- Nella storia La nube grigia della morte, pubblicata sul numero 9 di Weird Science (settembre-ottobre 1951, pubblicato dalla EC Comics), la coltre di nubi che circonda Venere si rivela un essere vivente che divora la materia organica, come gli equipaggi delle missioni esplorative.
- Accenno a un'esplorazione del secondo pianeta da parte di alieni, in una striscia del britannico Jeff Hawke, ritenendolo inabitabile ("polvere ovunque"). Una precedente storia lo indicava ricoperto da un oceano per le continue piogge.
- In Ombre su Venere, il numero 1 di PKNA, il quartier generale degli Evroniani è in orbita attorno al secondo pianeta.
- Nei fumetti DC Comics, Venere è il pianeta di provenienza di Mister Mind, un verme superintelligente con vasti poteri mentali ed uno dei principali nemici di Capitan Marvel.
- Nello spin-off DC One Million, Venere è protetta dalla Wonder Woman dell'853º secolo, una statua animata dalla Dea di Venere.
- Venus Wars (Venus senki), manga di Yoshikazu Yasuhiko da cui è stato tratto il film anime omonimo: in un Venere ormai terraformato del XXI secolo, scoppiano tensioni tra le due nazioni che ne occupano la superficie.
- Nel manga Codename: Sailor V, prequel del più famoso Sailor Moon, la protagonista Minako Aino è la reincarnazione della principessa del pianeta Venere (Sailor Venus); nella serie inoltre appare il suo castello (il Magellan Castle) orbitante attorno al pianeta.